# 本雅明·內塔尼亞胡住所無人機襲擊事件
當地時間2024年10月19日，以色列總理本雅明·內塔尼亞胡位於以色列海法區凱撒里亞的私人住所遭到無人機襲擊。多家媒體和內塔尼亞胡本人稱這是一場暗殺行動，並懷疑這次襲擊是從黎巴嫩發動的。事件並未造成人員傷亡，內塔尼亞胡當時也不在住所內。此次針對性襲擊發生在以色列與包括黎巴嫩武裝政治組織真主黨在內的「抵抗軸心」之間，衝突不斷加劇的背景下，尤其是在持續的以色列—黎巴嫩衝突之中。

## 襲擊
2024年10月19日，3架無人機中的一架襲擊本雅明·內塔尼亞胡位於凱撒里亞的住所，據信這些無人機是從黎巴嫩發射的。這次襲擊發生在以色列與真主黨關係高度緊張的時期，以色列北部地區遭受多次火箭和無人機襲擊。襲擊沒有造成人員傷亡，內塔尼亞胡當時也不在其住所。其餘2架無人機在飛往該地區時遭攔截。
半島電視台記者努爾·奧德赫報導稱，襲擊發生前，以色列北部多地遭到真主黨的火箭襲擊，海法和加利利等城市響起警報，這可能是針對內塔尼亞胡住所襲擊的掩護行動。她補充報導說，凱撒里亞的警報是在確認內塔尼亞胡住所被襲擊後才響起的。該無人機能夠成功攻擊位於黎巴嫩邊界70公里外的目標，卻未觸發警報，這引起以色列安全部隊嚴重擔憂。

## 反應

### 以色列
內塔尼亞胡稱這次針對他和妻子莎拉·內塔尼亞胡的無人機襲擊是伊朗代理人企圖暗殺他，並表示對方犯下了「重大錯誤」。他進一步強調，這次襲擊不會妨礙以色列繼續進行「復興之戰」，確保國家安全。
外交部長伊斯雷爾·卡茨同樣譴責此次襲擊，稱其是伊朗代理人的行動，並指出這是再次揭露「伊朗和其邪惡軸心」的本質。

### 抵抗軸心
- 伊朗：伊朗國營媒體報導，真主黨應對此次無人機襲擊負責，並引述伊朗駐聯合國代表團的聲明確認黎巴嫩真主黨發動這次行動[8]。

- 真主党：真主黨當天進行多次火箭襲擊，儘管未明確承認對內塔尼亞胡住所的無人機襲擊負責[2]，但後來於10月22日正式宣佈承擔責任[9]。

### 國際反應
- 美国：國防部長勞埃德·奧斯汀收到以色列國防部長約亞夫·加蘭特的訊息後對內塔尼亞胡生還感到寬慰，並開始評估美國在中東的部署調整，包括可能增加末段高空區域防禦系統來加強以色列的防禦力量[3]。

- 英国：首相施紀賢致電內塔尼亞胡，對無人機襲擊事件表示關注和不安[10]。